# Людвік Шабакевич
Людвік Стефан Шабакевич (пол. Ludwik Stefan Szabakiewicz, нар. 24 червня 1902, Львів, Австро-Угорщина — пом. серпень 1944, Аушвіц) — польський футболіст, нападник.

## Із біографії
Народився 24 червня 1902 у Львові. Футбольну кар'єру розпочав у місцевій команді «Лехії» (1920—1922).
За футбольну команду «Погонь» виступав з 1922 по 1931 рік. Грав на позиції нападника. Тричі здобував титул чемпіона Польщі. В регіональних чемпіонатах провів 25 ігор (6 забитих м'ячів), а в лізі — 91 матч і забив 14 голів.
За національну збірну провів два матчі. Перший — 19 липня 1925, проходив у Кракові. Польські футболісти поступилися збірній Угорщини (0:2). У цьому поєдинку брали участь дев'ять гравців львівської «Погоні» (Еміль Герліц, Владислав Олеарчик, Броніслав Фіхтель, Кароль Ганке, Юзеф Слонецький, Мечислав Бач, Вацлав Кухар, Юзеф Гарбень і Людвік Шабакевич) та два представники краківської «Вісли». В останньому — 1 липня 1928, у Катовицях, збірна Польщі перемогла команду Швеції з рахунком 2:1.
На початку Другої світової війни входив до складу Армії Крайової. Заарештований гестапо 2 вересня 1942 року. Спочатку був ув'язнений у таборі Майданек. У квітні 1944 року переведений до Аушвіца, де і помер у серпні того ж року.

## Досягнення
- Чемпіон Польщі (3): 1923, 1925, 1926

## Статистика
Статистика виступів у збірній:
| №1 19 липня 1925 |

| Польща | 0 : 2 | Угорщина                   |
| ------ | ----- | -------------------------- |
|        | Звіт  | Вінклер 59' Хольцбауер 78' |

| «Вісла» (Краків) Глядачів: 8 000 Арбітр: Євген Браун (Австрія) |

Польща: Еміль Герліц, Владислав Олеарчик, Казімеж Качор, Броніслав Фіхтель, Вітольд Герас, Кароль Ганке, Юзеф Слонецький, Мечислав Бач, Вацлав Кухар (), Юзеф Гарбень, Людвік Шабакевич.
| №2 1 липня 1928 |

| Польща                     | 2 : 1 | Швеція      |
| -------------------------- | ----- | ----------- |
| Сталіньський 25' Кухар 70' | Звіт  | Перссон 10' |

| "1. ФК Катовіце" (Катовіце) Глядачів: 17 000 Арбітр: Пеко Баувенц (Німеччина) |

Польща: Стефан Кіселіньський, Владислав Карасяк, Єжи Буланов, Кароль Ганке, Ян Котлярчик, Маріан Спойда, Вацлав Кухар (), Вавжинець Сталіньський, Кароль Коссок, Владислав Пжибиш (Кароль Пазурек, 46), Людвік Шабакевич.